# Three (The Joykiller)
Three è il terzo album di studio del gruppo pop punk statunitense The Joykiller, pubblicato il 9 settembre 1997 da Epitaph Records.

## Tracce
1. What It's Worth – 3:08
2. She's Something Else – 2:27
3. The Doorway – 2:24
4. Ordinary – 2:45
5. Another Girl – 2:01
6. Love You Now – 2:15
7. Your Girlfriend – 3:20
8. Supervision – 2:44
9. Know It All – 2:00
10. Promises – 2:04
11. Anyone But You – 2:26
12. Sex Attack – 2:24
13. Record Collection – 1:59
14. Make Love to You – 2:14
15. Once More – 3:57

## Formazione[2]
- Jack Grisham -	voce
- Sean Greaves - chitarra, voce d'accompagnamento
- Billy Persons - basso
- Billy "Blaze" Price - batteria, conga
- Don Grisham - armonica a bocca
- Ronnie King - pianoforte, fuzz, organo, mellotron, sintetizzatore, voce d'accompagnamento
- Jonny Wickersham - voce addizionale
- Stewart Teggart - voce addizionale
- Darren Hall - voce addizionale